# Карло Віттадіні
Карло Віттадіні (італ. Carlo Vittadini; 11 червня 1800 — 20 листопада 1865) — італійський міколог і лікар.

## Коротка біографія
Навчався в Мілані, в Університеті Павії. Був учнем Джузеппе Моретті. У 1826 році отримав ступінь доктора медичних наук за роботу Tentamen mycologicum seu Amanitarum illustratio, в якій описав 14 нових для науки видів роду Мухомор. Також описав безліч видів з родів Болетус і Трюфель. Видав декілька публікацій, присвячених хворобам шовковичного шовкопряда.

## Наукові роботи
- Monographia tuberacearum (1831) — описаний 51 новий вид.
- Descrizione dei funghi mangerecci più comuni-Italia e призначеним компанією velenosi che possono co'medesimi confondersi (1835) — 15 нових видів.
- Monographia Lycoperdineorum (1842) — 25 видів.
- Trattato sui funghi mangerecci più conosciuti e paragoni con quelli velenosi con cui possono бути confusi (1844)

## Організми, названі в честь Карло Віттадіні
- Vittadinia A. Rich. 1832
- Vittadinion Zobel 1854 (=Tuber)
- Vittadinula (Sacc.) Clem. & Shear 1931 (=Sphaerodes)

Види:
- Amanita vittadinii (Moretti) Vittad. 1826
- Ramaria vittadinii R.H. Petersen 1989
- Rhizopogon rubescens var. vittadinii Tul. & C. Tul. 1851 (=Rhizopogon vulgaris)
- Tuber magnatum var. vittadinii Daprati 2007
- Tulostoma vittadinii Petri 1904 (=Tulostoma fumbriatum)